# إدا وكنسوس (سيدي بوعل)
إدا وكنسوس هي إحدى مشيخات المملكة المغربية، تتبع جغرافيا لإقليم تارودانت وإداريًا لسيدي بوعل. يقدر عدد سكانها بـ 2209 نسمة حسب الإحصاء الرسمي للسكان والسكنى لسنة 2004.